# Dianthidium subparvum
Dianthidium subparvum är en biart som beskrevs av Swenk 1914. Dianthidium subparvum ingår i släktet Dianthidium och familjen buksamlarbin. Inga underarter finns listade.

## Beskrivning
Ett svart (ibland mörkbrunt) bi med (vanligtvis) gula markeringar (på bakkroppen iform av tvärband). Omfattning och nyans av de gula markeringarna kan variera; i norra delen av utbredningsområdet (British Columbia och Nevada) förekommer det att de istället är vita.

## Ekologi
Arten flyger till korgblommiga växter, strävbladiga växter och blågullsväxter, med övervikt för korgblommiga. Den förekommer gärna i bergstrakter, även om den inte uteslutande är en höghöjdsart.
Arten är ett solitärt bi, det vill säga det är icke samhällsbildande, utan varje hona sörjer själv för sin avkomma.

## Utbredning
Utbredningsområdet omfattar västra Nordamerika från British Columbia i Kanada över Washington, Oregon, Idaho, Montana, Kalifornien, Nevada, Utah, Wyoming, Arizona och New Mexico i USA till Baja California och Chihuahua i Mexiko.